# Alan G. MacDiarmid
Alan Graham MacDiarmid (Masterton, Nueva Zelanda, 14 de abril de 1927 - 7 de febrero de 2007) fue un químico y profesor universitario estadounidense de origen neozelandés galardonado con el Premio Nobel de Química del año 2000.

## Biografía
Doctorado en química por la Universidad de Wisconsin en 1953 y por la de Cambridge en 1955. Ese mismo año ingresó como profesor asociado en la Universidad de Pensilvania y, en 1964 obtuvo su plaza de profesor numerario. Fue titular de la cátedra Blanchart de Química en esa misma universidad, cargo que ocupa desde 1988.
Tuvo cuatro hijos de su primer matrimonio con Marian, fallecida en 1990. MacDiarmid se casó después con Gayl Gentile.
Finalmente falleció el 7 de febrero de 2007 debido a un síndrome mielodisplásico en su casa de Drexel Hill, en Pensilvania.

## Investigaciones científicas
Sus estudios sobre los polímeros orgánicos conductores comenzaron en 1975, año en que contactó con el doctor Hideki Shirakawa, del Instituto Tecnológico de Tokio. Desde entonces ha mantenido una estrecha colaboración con él, así como con el doctor Alan Heeger, físico de la Universidad de Pensilvania.
Actualmente sus intereses científicos se centran en el polímero conductor más importante desde el punto de vista tecnológico, la polianilina, así como en los polímeros orgánicos fotoemisores. Ha publicado más de 600 artículos científicos en las más prestigiosas revistas y es poseedor de más de veinte patentes en el campo de los polímeros orgánicos conductores, especialmente del poliacetileno y la polianilina.
Fue galardonado con numerosos premios, entre los que destacan el Premio en Materiales Químicos otorgado por la Sociedad Americana de Química, que obtuvo en 1999.
En el año 2000 fue galardonado con el Premio Nobel de Química por su contribución al desarrollo de la Ciencia y las aplicaciones de los polímeros orgánicos con capacidad para conducir la corriente eléctrica, premio compartido con el físico estadounidense Alan Heeger y el químico japonés Hideki Shirakawa.

## Algunas publicaciones
- Chiang, C.K.; Druy, M.A.; Gau, S.C.; Heeger, A.J.; Louis, E.J.; MacDiarmid, A.G.; Park, Y.W.; Shirakawa, H. "Synthesis of Highly Conducting Films of Derivatives of Polyacetylene, (CH)x," J. Am. Chem. Soc. 100, 1013. 1978
- Chiang, J.-C., MacDiarmid, A.G. "Polyaniline': Protonic Acid Doping of the Emeraldine Form to the Metallic Regime," Synth. Met. 13, 193. 1986
- MacDiarmid, A.G.; Chiang, J.-C.; Richter, A.F.; Epstein, A.J., "Polyaniline: A New Concept in Conducting Polymers," Synth. Met., 18, 285 (1987).
- MacDiarmid, A.G., Yang, L.S., Huang, W.-S., and Humphrey, B.D., "Polyaniline: Electrochemistry and Application to Rechargeable Batteries". Synth. Met., 18, 393 (1987).
- Kaner, R.B.; MacDiarmid, A.G., "Plastics That Conduct Electricity," Scientific American, 106 (February 1988).
- MacDiarmid, A.G.; Epstein, A.J., " 'Synthetic Metals': A Novel Role for Organic Polymers," Macromol. Chem., 51, 11 (1991).
- MacDiarmid, A.G.; Epstein, A.J., "Science and Technology of Conducting Polymers," in Frontiers of Polymer Research, P.N. Prasad and J.K. Nigam, Eds., Plenum Press, New York, 1991, p. 259.
- Wang, Z.H.; Li, C.; Scherr, E.M.; MacDiarmid, A.G.; Epstein, A.J., "Three Dimensionality of 'Metallic' States in Conducting Polymers: Polyaniline," Phys. Rev. Lett., 66, 1745 (1991).
- MacDiarmid, A.J.; Epstein, A.J., "The Concept of Secondary Doping as Applied to Polyaniline," Synth. Met., 65, 103 (1994).
- MacDiarmid, A.G., Zhou, Y., Feng, J., Furst, G.T., and Shedlow, A.M., "Isomers and Isomerization Processes in Poly-Anilines," Proc. ANTEC '99, Soc. Plastics Engr., 2, 1563 (1999).
- MacDiarmid, A.G., Norris, I.D., Jones, J.W.E., El-Sherif, M.A., Yuan, J., Han, B. and Ko, F.K., "Polyaniline Based Chemical Transducers with Sub-micron Dimensions," Polymeric Mat. Sci. & Eng., 83, 544 (2000).
- Norris, I.D., Shaker, M.M., Ko, F.K., and MacDiarmid, A.G., "Electrostatic Fabrication of Ultrafine Conducting Fibers: Polyaniline/Polyethylene Oxide Blends," Synth. Met., 114, 2 (2000).
- MacDiarmid, A.G., Jones, J.W.E., Norris, I.D., Gao, J., Johnson, J.A.T., Pinto, N.J., Hone, J., Han, B., Ko, F.K., Okuzaki, H., and Llaguno, M., "Electrostatically-Generated Nanofibers of Electronic Polymers," Synth. Met., 119, 27-30 (2001).
- Shimano, J.Y., and MacDiarmid, A.G., "Phase Segregation in Polyaniline: A Dynamic Block Copolymer," Synth. Met., 119, 365-366 (2001).
- Wang, P.C., and MacDiarmid, A.G., "Dependency of Properties of In Situ Deposited Polypyrrole Films on Dopant Anion and Substrate Surface," Synth. Met., 119, 267-268 (2001).
- Hohnholz, D., and MacDiarmid, A.G., "Line Patterning of Conducting Polymers: New Horizons for Inexpensive, Disposable Electronic Devices," Synth. Met., 121, 1327-1328 (2001).
- Premvardhan, L., Peteanu, L.A., Wang, P.-C., and MacDiarmid, A.G., "Electronic Properties of the Conducting Form of Polyaniline from Electroabsorption Measurements," Synth. Met., 116, 157-161 (2001).
- MacDiarmid, A.G. “Twenty-five Years of Conducting Polymers”. Chem. Comm., 1-4 (2003).
- Tanner, D.B.; Doll, G.L.; Rao, A.M.; Eklund, P.C.; Arbuckle, G.A.; MacDiarmid, A.G. “Optical properties of potassium-doped polyacetylene”. Synth. Met., 141, 75-79 (2004).
- Hohnholz, D.; Okuzaki,H.; MacDiarmid, A.G. “Plastic electronic devices through line patterning of conducting polymers”. Adv. Funct. Mater., 15, 51-56 (2005).
- Venancio, E.C; Wang, P-C.; MacDiarmid, A.G. “The Azanes: A Class of Material Incorporating Nano/Micro Self-Assembled Hollow Spheres Obtained By Aqueous Oxidative Polymerization of Aniline”. Synth. Met., 156, 357 (2006).
- MacDiarmid, A.G.; Venancio, E.C. “Agrienergy (Agriculture/Energy): What Does the Future Hold?”. Experimental Biology and Medicine., 231, 1212 (2006).